# Porto Grande
Porto Grande is een gemeente in de Braziliaanse deelstaat Amapá. De gemeente telt 20.611 inwoners (schatting 2017).

## Geografie

### Hydrografie
De plaats ligt aan de rivier de Araguari. De rivier de Cupixi mondt uit in de rivier de Amapari die vervolgens uitmondt in de Araguari. De rivieren de Matapi, Praçacá en Vila Nova maken deel uit van de gemeentegrens.

## Aangrenzende gemeenten
De gemeente grenst aan Ferreira Gomes, Macapá, Mazagão, Pedra Branca do Amapari en Santana.

## Verkeer en vervoer

### Wegen
Porto Grande is via de hoofdweg BR-210 verbonden met Pedra Branca do Amapari en Serra do Navio. En de weg loopt door als gedeeld BR-156/BR-210 die de plaats verbindt met Macapá, de hoofdstad van Amapá. In noordelijke richting van de BR-156 is de plaats verbonden met de grensregio met Frans-Guyana.

### Spoor
De spoorlijn van Estrada de Ferro Amapá loopt door de gemeente en verbindt de haven van Santana met de gemeente Serra do Navio.